# Archäologisches Museum Sevilla

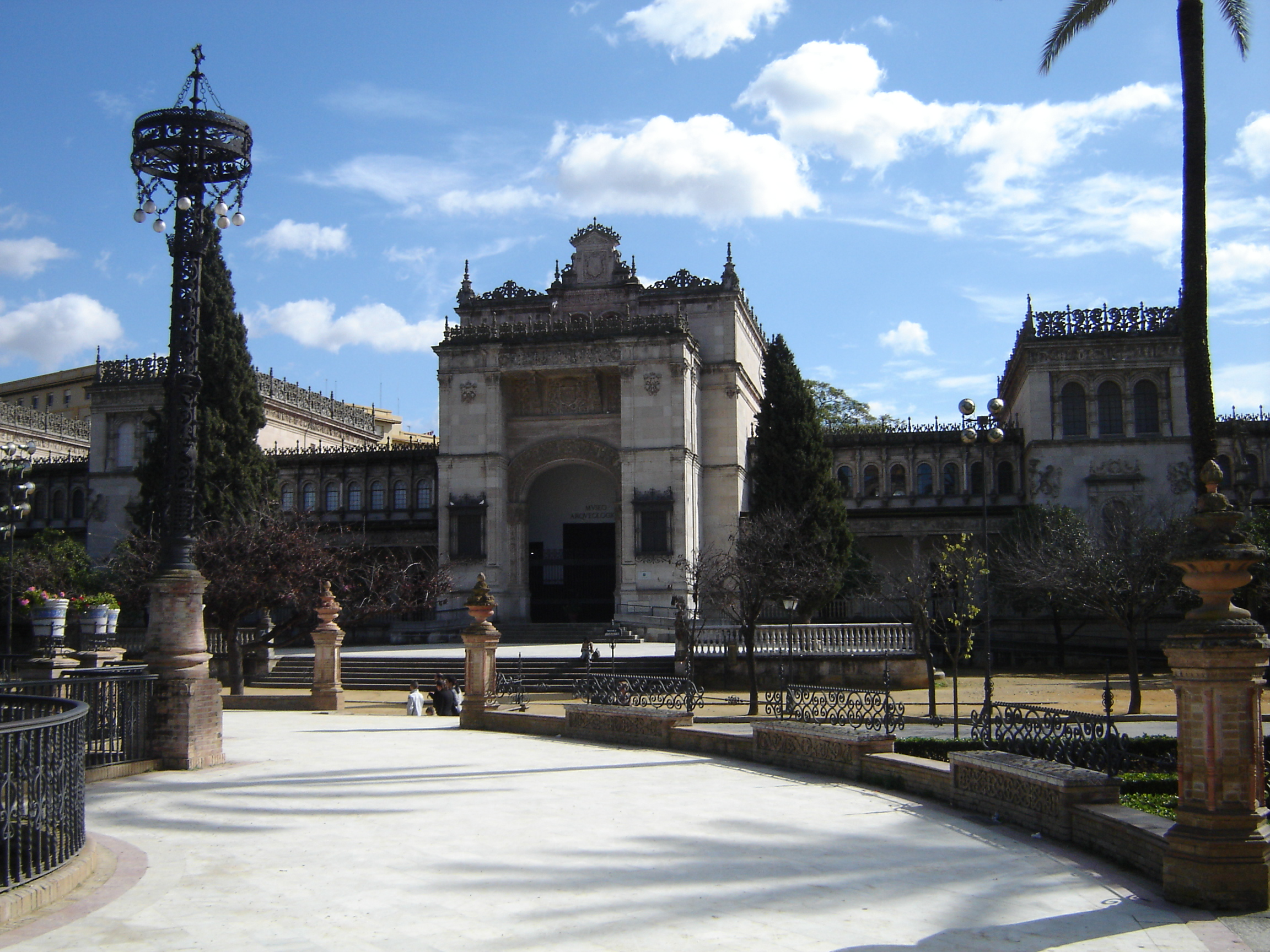
Eingang des Museums

 Das Archäologische Museum Sevilla (El Museo Arqueológico Provincial de Sevilla) ist Teil des Museumsensembles auf der Plaza de América etwa 2 km südlich der Altstadt von Sevilla. Die Geschichte geht auf das Jahr 1867 zurück, als es per Dekret gegründet wurde. Das denkmalgeschützte Gebäude wurde 1910 von Aníbal González im Stile der Neorenaissance zu dem Zweck erbaut, dort eine iberoamerikanische Sammlung auszustellen.
Enthalten sind unter anderem bedeutende Funde punischer Siedlungen in Andalusien, die hier als Kultur von Tartessos bezeichnet werden, sowie der antiken Stadt Itálica, dem Geburtsort von Kaiser Hadrian. Der Besuch des Museums ist für EU-Bürger kostenlos.

## Ausstellung
Das Museum widmet sich den archäologischen Funden Andalusiens. Die Präsentation unterscheidet Funde
- der Steinzeit bzw. Bronzezeit
- der Kultur von Tartessos
- der Turdetaner

sowie Funde
- der Antike
- der Spätantike
- und des Mittelalters

## Archäologische Funde vor der Ankunft der Römer

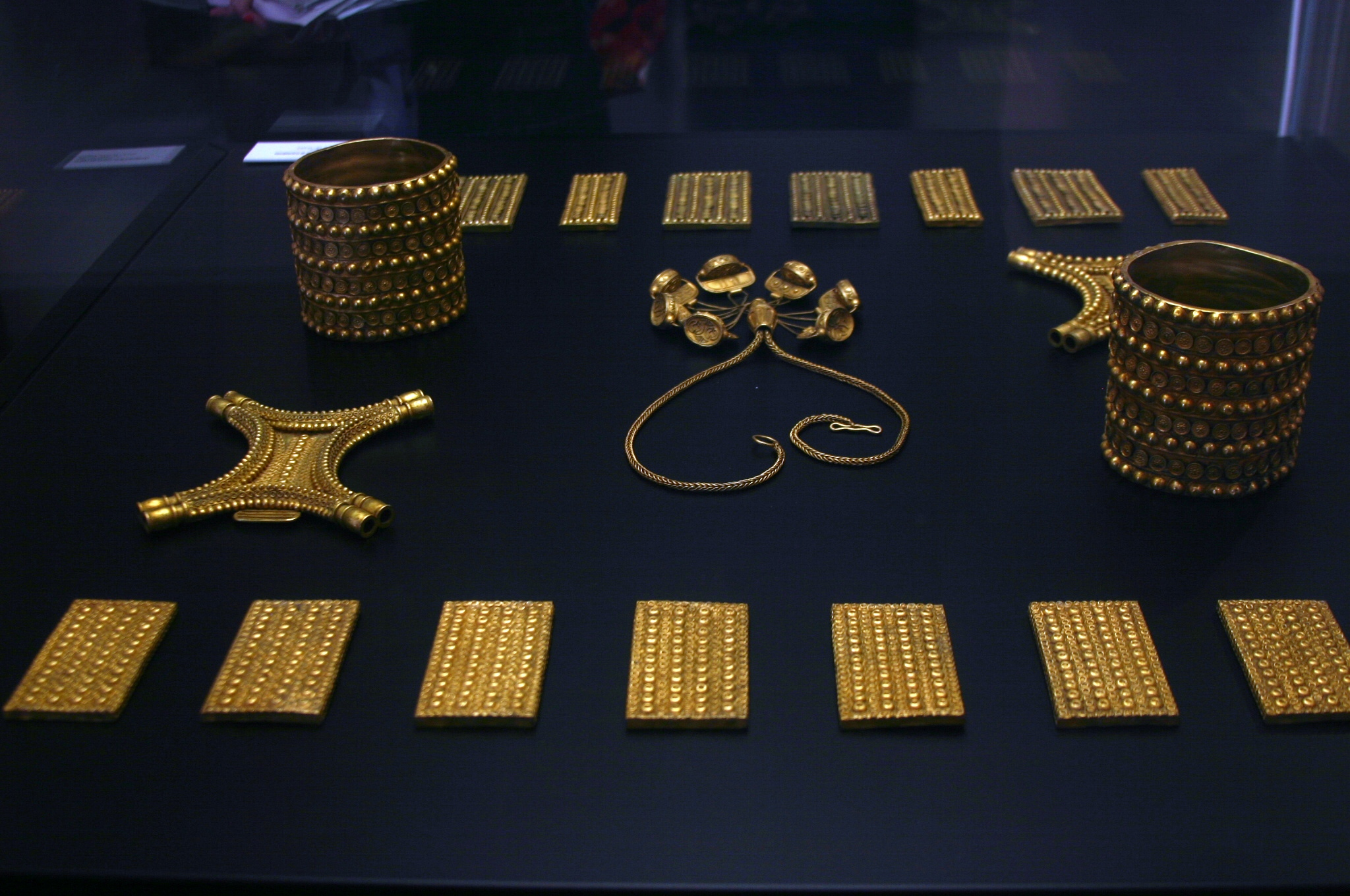
Teil des Goldschatzes von Carambolo

Diese Sammlung befindet sich im Keller des Museums. Das Herzstück ist der Schatz von Carambolo, der 1958 in der Nähe von Sevilla entdeckt wurde. Er besteht aus zahlreichen Schmuckstücken, die aus Gold gefertigt sind und aus einer Frauenfigur. Die Inschrift dieser Frauenstatuette ist in punischer Sprache verfasst. Sie verweist auf die Phönizier allgemein und die Stadt Tyros im Speziellen. Es wird angenommen, dass es sich bei der tartessischen Kultur um eine Kolonie der Phönizier gehandelt hat, die die reichen Erzvorkommen des Río Tinto ausbeuteten. Inschriften in tartessischer Sprache, die sich jedoch bis heute nicht entziffern lassen, sind ein Indiz dafür, dass sich die Kultur sowohl auf Phönizier als auch auf eine lokale Bevölkerung zurückführen lässt. Da guterhaltene Funde der phönizischen Kultur sehr selten sind, besitzt die Ausstellung eine außerordentliche kulturhistorische Bedeutung.

## Römische Kolonie und Mittelalter

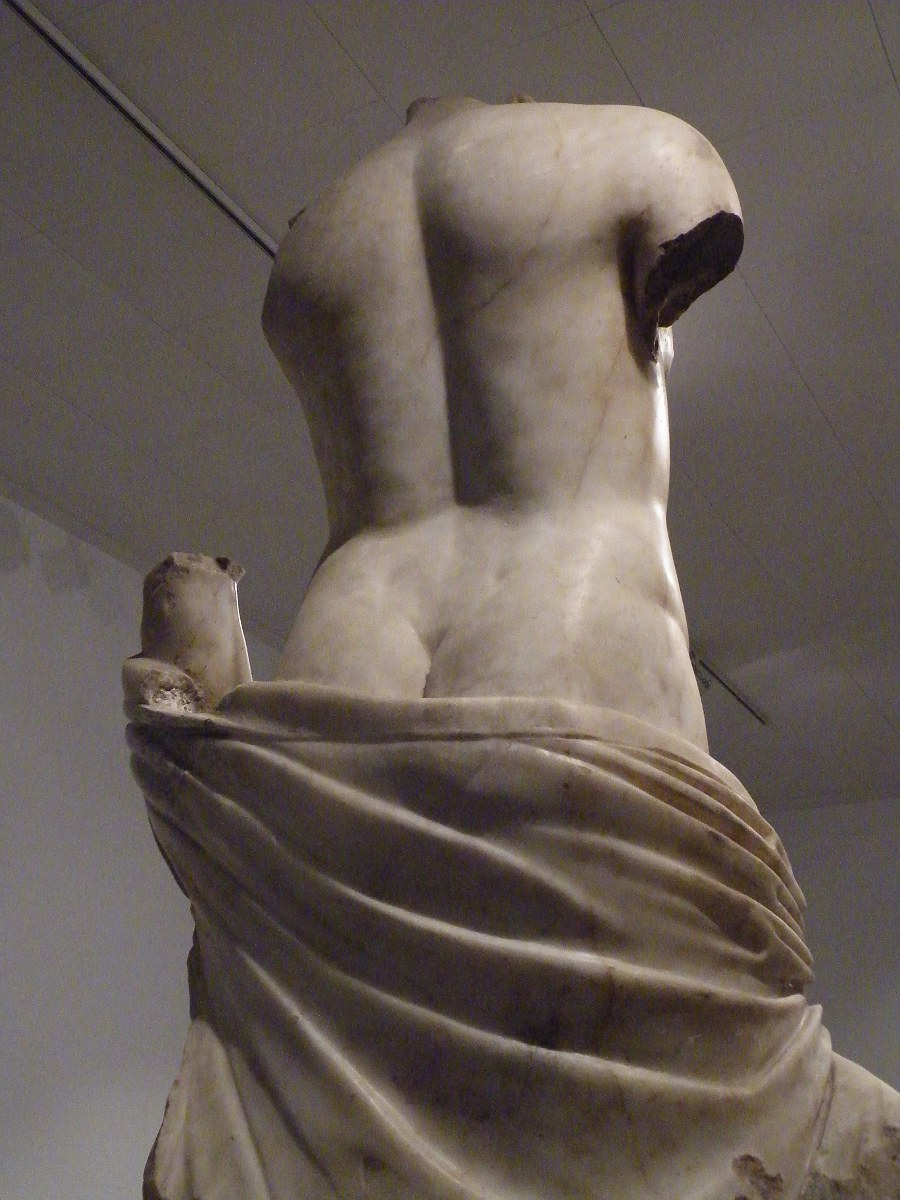
Darstellung der Venus

Dieser Teil der Ausstellung befindet sich im Erdgeschoss des Museums. Von zentraler Bedeutung ist die antike Stadt Italica, deren Ruinen sich nur wenige Kilometer nördlich von Sevilla befinden. Es handelt sich um die erste Stadt, die von der Weltmacht Rom auf spanischem Boden gegründet wurde. Die Stadt gewann in der römischen Kaiserzeit an Bedeutung, als einer ihrer Söhne, Hadrian, zum Kaiser gekrönt wurde. Die während der Kaiserzeit entstandenen Viertel werden als nova urbs/Neustadt bezeichnet. Die Altstadt, die 206 v. Chr. gegründet wurde, heißt dagegen urbs vetus. Der Name verweist auf die Veteranen des Punischen Krieges, die sich dort niedergelassen hatten. Während sich in den Ruinen von Italica Repliken der ursprünglichen Plastiken und Mosaike befinden, werden die Originale hier im archäologischen Museum von Sevilla ausgestellt. Besonders beeindruckend ist eine Venusplastik aus der urbs vetus.